# Charlie Ngatai
Charlie Ngatai (Gisborne, 17 agosto 1990) è un rugbista a 15 neozelandese che gioca come tre quarti centro per il Lione in Top 14.

## Biografia
Ngatai iniziò la propria carriera giocando per Poverty Bay nel 2008, quando ancora frequentava la Gisborne Boys High School. Nel 2009 si trasferì a Wellington debuttando nel campionato provinciale. L'anno seguente si guadagnò un posto nella franchigia degli Hurricanes, con cui esordì nel Super Rugby e disputò le stagioni 2011 e 2012. Nel 2013 passò ai Chiefs, con i quali, nello stesso anno, vinse il Super Rugby. Nella stagione 2014 si trasferì da Wellington a Taranaki e vinse l'ITM Cup.
Nel 2010 Ngatai fu convocato nella selezione nazionale under 20 della Nuova Zelanda con la quale si aggiudicò il Campionato mondiale giovanile di rugby 2010. Nel 2012 fu selezionato dai Māori All Blacks per il loro tour nel Regno Unito; Ngatai partecipò ai tour della nazionale maori anche nel 2013 e, come capitano, nel 2014 e nel 2015. Chiamato dall'allenatore degli All Blacks Steve Hansen, Ngatai esordì con la maglia della nazionale nella partita disputata nel 2015 ad Apia contro le Samoa.

## Palmarès
- Super Rugby: 1
Chiefs: 2013
- National Provincial Championship: 1
Taranaki: 2014